# خاندان تارکوئینیان

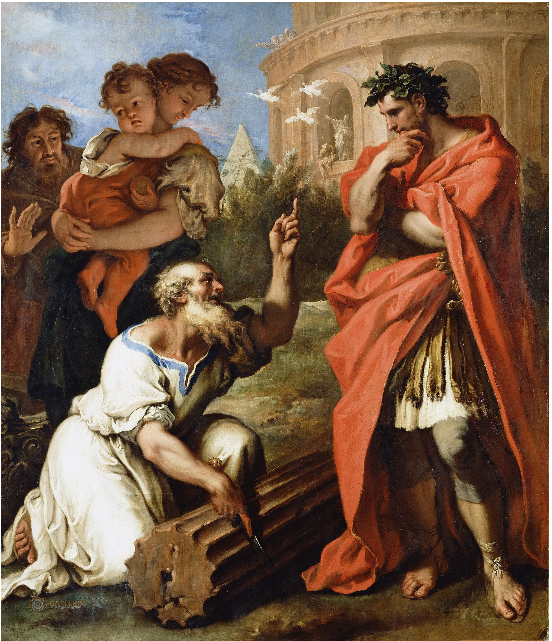
تارکوئینیوس پریسکوس از آتوس نویوس مشورت می‌خواهد. (از سباستیانو ریچی)

خاندان تارکوئینیان (به لاتین: Gens Tarquinia) یکی از خاندان‌های پلبی روم باستان بود، و این خاندان را بیشتر با لوکیوس تارکوئینیوس متکبر و لوکیوس تارکوئینیوس پریسکوس می‌شناسند که پادشاهان هفتم و پنجم روم بودند. بیشترِ تارکوئینیانی که در تاریخ روم ظاهر می‌شوند به این خاندان مرتبط‌اند، اما در دورهٔ جمهوری روم کمتر نامی از ایشان یافت می‌شود.

## خاستگاه
شخصی به‌نام دماراتوسِ اهل کورینت خاندان تارکوئینیان را و آن دو شاه را که بر روم حکومت کردند پدیدآورد. او از خاندان باکخیادها و ساکن کورینت باستان بود و در سدهٔ هفتم قبل از میلاد آنجا را به‌سبب ناآرامیی ترک کرد. دماراتوس در طول مهاجرتش تصادفاً به ایتالیای باستان و به شهر تارکوئینیئی (امروزه تارکوئینیا) درآمد که از شهرهای اتروریا بود. آنجا، با زنی اتروسکی تاناکوئیل نام ازدواج کرد که از اشراف آن سامان بود، و از او دو پسر به‌نام‌های آرونس و لوکومو زادند که لوکومو بعدها نام خانوادگی «تارکوئینیوس» را (برگرفته از نام شهر زادگاهش تارکوئینیئی) برای خود برگزید و لوکیوس تارکوئینیوس پریسکوس نامیده شد. این تارکوئینیوس چون پدرش مهاجر بود، نمی‌توانست در آن شهر به مقام و جایگاه سیاسی برسد. برای همین، به توصیهٔ همسرش دوتایی به روم مهاجرت کردند، چه روم شهری جوان بود که او امید داشت صرفاً به‌سبب لیاقت و کاردانی‌اش جایگاهی بلند فراچنگ آورد. در روم، او تا دربار آنکوس مارکیوس، چهارمین شاه روم، نیز راه یافت و مشاور معتمد وی شد. چون پادشاهی در روم انتخابی، نه ارثی، بود، تارکوئینیوس پس از مرگ آنکوس توانست رضایت مردم و اشراف را برای پادشاهی خود کسب کند و پنجمین شاه روم (از ۶۱۶ تا ۵۷۸ ق. م) شود.
لوکیوس تارکوئینیوس متکبر، هفتمین و آخرین شاه روم، پسر یا نوهٔ تارکوئینیوس پریسکوس بوده است و لوکیوس تارکوئینیوس کولاتینوس، یکی از دو کنسولِ نخستِ جمهوری روم، نیز پسرِپسرعموی آن متکبر.

## ریشه‌شناسی نام

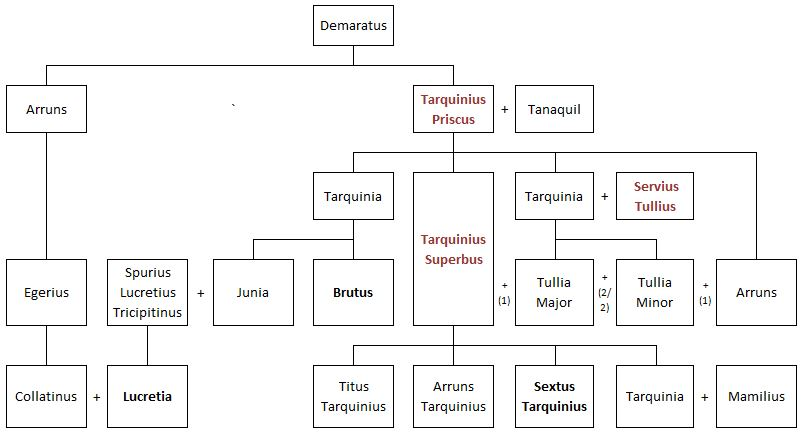
شجره‌نامه خانوادگی خاندان تارکوئینیان که از دماراتوس شروع می‌شود.

ظاهراً نام خانوادگی تارکوئینیوس (Tarquinius) شکلِ لاتینیِ نامِ اتروسکی تارکنا (Tarchna) است. این نام خانوادگی مشخصاً مشتق از نام شهر تارکوئینیئی (تارکوئینیای امروزین) است که در زبان اتروسکی آن را تارکنا یا تارکونا (Tachuna) می‌نامیدند، نامی که برگرفته از نیا و بانی افسانه‌ای این شهر، تارکون، است.

## اعضای خاندان
- آرونس تارکوئینیوس پسر بزرگ‌تر دماراتوس بود که کمی پیش‌تر از پدرش درگذشت، و چون پدر از حاملگی عروسش (زنِ آرونس) خبر نداشت، تمامی دارایی خویش را به پسر جوان‌ترش لوکومو (لوکیوس تارکوئینیوس پریسکوسِ بعدی) بخشید، و نوه‌اش بی‌آنکه ارثی یافته باشد در فقر زاده شد.[۱۰][۱۱]
- لوکیوس تارکوئینیوس پریسکوس، یا تارکوئینیوسِ بزرگ‌تر، پنجمین شاه روم بود که سابینان را مغلوب کرد و چند دولت‌شهر لاتین را تصرف کرد، و با فاضلابی که به‌صورت شیبدار تا به رود تیبر کشاند فروم روم را خشکاند، و سیرکوس ماکسیموس را ساخت، و بازی‌هایی برگزار کرد، و شمار کرسی‌های سنا را و نیروی انسانی سواره‌نظام را دوبرابر کرد.[۱۲][۱۳][۱۴][۱۵]
- آرونس تارکوئینیوس (ملقب به اگریوس) نخستین نوهٔ دماراتوس بود، و چون پدرش زودتر از پدربزرگش فوت کرد و پدربزرگ نیز از تولد او اطلاع نداشت، هیچ سهمی از ارث پدربزرگ نبرد و در نتیجه وی را «اگریوس»[یادداشت ۴] خواندند که به‌معنای «مستمند» است. بعدها که بزرگ شد و عمویش لوکیوس تارکوئینیوس پریسکوس به شاهی رسید، او اگریوس را به ریاست پادگان رومی در شهر کولاتیا، که از سابینان ستانده بودند، گماشت.[۱۶][۱۷] زین‌پس نام «کولاتینوس»[یادداشت ۵] را به نام خانوادگی خود درافزود و آرونس تارکوئینیوس کولاتینوس نامیده شد.
- تارکوئینیا دخترِ تارکوئینیوس پریسکوس بود که با سرویوس تولیوس ازدواج کرد و دو دختر به‌نام‌های تولیای بزرگ‌تر و تولیای جوان‌تر زائید.[۱۸][۱۹]
- لوکیوس تارکوئینیوس متکبر هفتمین و واپسین شاه روم و فرزند یا نوهٔ تارکوئینیوس پریسکوس بود. او سرویوس تولیوس، ششمین شاه روم، را برانداخت و خود جبار روم شد، البته او بود که دولت روم را رهبرِ لیگ لاتین قرار داد، و با ولسکیان جنگید، و مستعمره‌های سینیئیا[یادداشت ۶] و کیرکئی[یادداشت ۷] را ساخت و گابیئی را گشود، و معبد ژوپیتر بر تپه کاپیتول را بنا کرد. در ۵۰۹ ق. م، چون پسرش سکستوس به لوکرتیا تجاوز کرد، اعضای خاندان خودش[یادداشت ۸] و اشراف روم او را از شاهی به زیر کشیدند.[۲۰][۲۱][۲۲]
- آرونس تارکوئینیوس برادر لوکیوس تارکوئینیوس متکبر بود. او با تولیای جوان‌تر، دختر سرویوس تولیوس، ازدواج کرد. زنش، برخلاف خودش، بسیار جاه‌طلب بود؛ برادرِش لوکیوس، که جاه‌طلب بود، با تولیای بزرگ‌تری ازدواج کرده بود که اصلاً جاه‌طلب نبود. لوکیوس و تولیای جوان‌تر همسران خود را کشتند و با یکدیگر مواصلت کردند.[۲۳][۲۴]
- لوکیوس تارکوئینیوس کولاتینوس پسر اگریوس[۲۵] از سرداران سپاه تارکوئینیوس متکبر و پسرِپسرعموی وی بود.[یادداشت ۹] او به وفاداری و عفت همسرش لوکرتیا بسیار نازید، و با اینکار شهوت سکستوس تارکوئینیوس، پسر تارکوئینیوس متکبر، را برانگیخت، چنان‌که سکستوس در غیاب کولاتینوس به خانهٔ وی‌درآمد و به زنش تجاوز کرد. لوکرتیا ماجرای تجاوز را بر شوهرش و پدرش و بروتوس و پوبلیکولا باز نمود و از ایشان قول انتقام‌گیری از سکستوس گرفت؛ آنگاه خود را کُشت. این کار احساسات عامه را چنان جریحه‌دار کرد که ایشان به رهبری آن چهارتن قیام کردند و پادشاهی تارکوئینیان را سرنگون کردند و جمهوری روم را تأسیس کردند و کولاتینوس با بروتوس نخستین کنسولانش شدند. لیکن چندی بعد بروتوس و شهروندان از وی خواستند استعفا کند و برای همیشه از روم برود تا کسی از خاندان منفور تارکوئینیان در شهر نمانده باشد. او علی‌رغم میلش پذیرفت و از کنسولی کناره‌جست و از روم رفت.[۲۶][۲۷][۲۸][۲۹]
- تارکوئینیا خواهر تارکوئینیوس متکبر بود که با فردی به‌نام مارکوس یونیوس بروتوس ازدواج کرد و از او دو پسر به‌نام‌های مارکوس و لوکیوس زادند؛ مارکوس را تارکوئینیوس متکبر به قتل آورد که وی را مضر به‌حال حکومتش دانسته بود، لیکن لوکیوس تظاهر به حماقت و دیوانگی کرد تا جان خویش نجات دهد. چون سکستوس به لوکرتیا تجاوز کرد، او شورش مردمی را رهبری کرد و از نخستین کنسولان جمهوری نوپا شد.[۳۰]
- تیتوس تارکوئینیوس یکی از سه پسر تارکوئینیوس متکبر بود. او تبعیدیان و سلطنت‌طلبان را در نبرد دریاچه رگیلوس (میان سال‌های ۴۹۹ تا ۴۹۶ ق. م) برضد جمهوری نوپا رهبری کرد که شکست خورد اما زنده ماند.[۳۱]
- آرونس تارکوئینیوس یکی از سه پسر تارکوئینیوس متکبر بود که قوای اتروسکان را در نبرد جنگل آرسیا (۵۰۹ ق. م) رهبری کرد. او با پسرعمه‌اش بروتوس، که فرمانده قوای جمهوری بود، در جنگ تن‌به‌تن درآویخت و یکدیگر را کُشتند.[۳۲]
- سکستوس تارکوئینیوس یکی از سه پسر تارکوئینیوس متکبر بود که با زیرکی بر دولت‌شهر گابیئی دست یافت. سپس به لوکرتیا تجاوز کرد که به سقوط حکومت پدرش و تشکیل جمهوری انجامید؛ پس به گابیئی گریخت، اما آنجا به قتلش آوردند.[۳۳]